# Morangles
Morangles est une commune française située dans le département de l'Oise, en région Hauts-de-France.

## Géographie

### Localisation
La commune se trouve dans l'aire d'attraction de Paris, dans la zone d'emploi de Creil et dans le bassin de vie de Persan (Val-d'Oise).

### Communes limitrophes
Les communes limitrophes sont  Bernes-sur-Oise, Boran-sur-Oise, Bruyères-sur-Oise, Crouy-en-Thelle, Fresnoy-en-Thelle, Le Mesnil-en-Thelle et Neuilly-en-Thelle.
| Neuilly-en-Thelle   |                                                         | Crouy-en-Thelle |
| Fresnoy-en-Thelle   | Morangles                                               |                 |
| Le Mesnil-en-Thelle | Bernes-sur-Oise Val-d'Oise Bruyères-sur-Oise Val-d'Oise | Boran-sur-Oise  |

### Géologie et relief
La superficie de la commune est de 5,93 km2 ; son altitude varie de 62  à   112 mètres. 

### Hydrographie

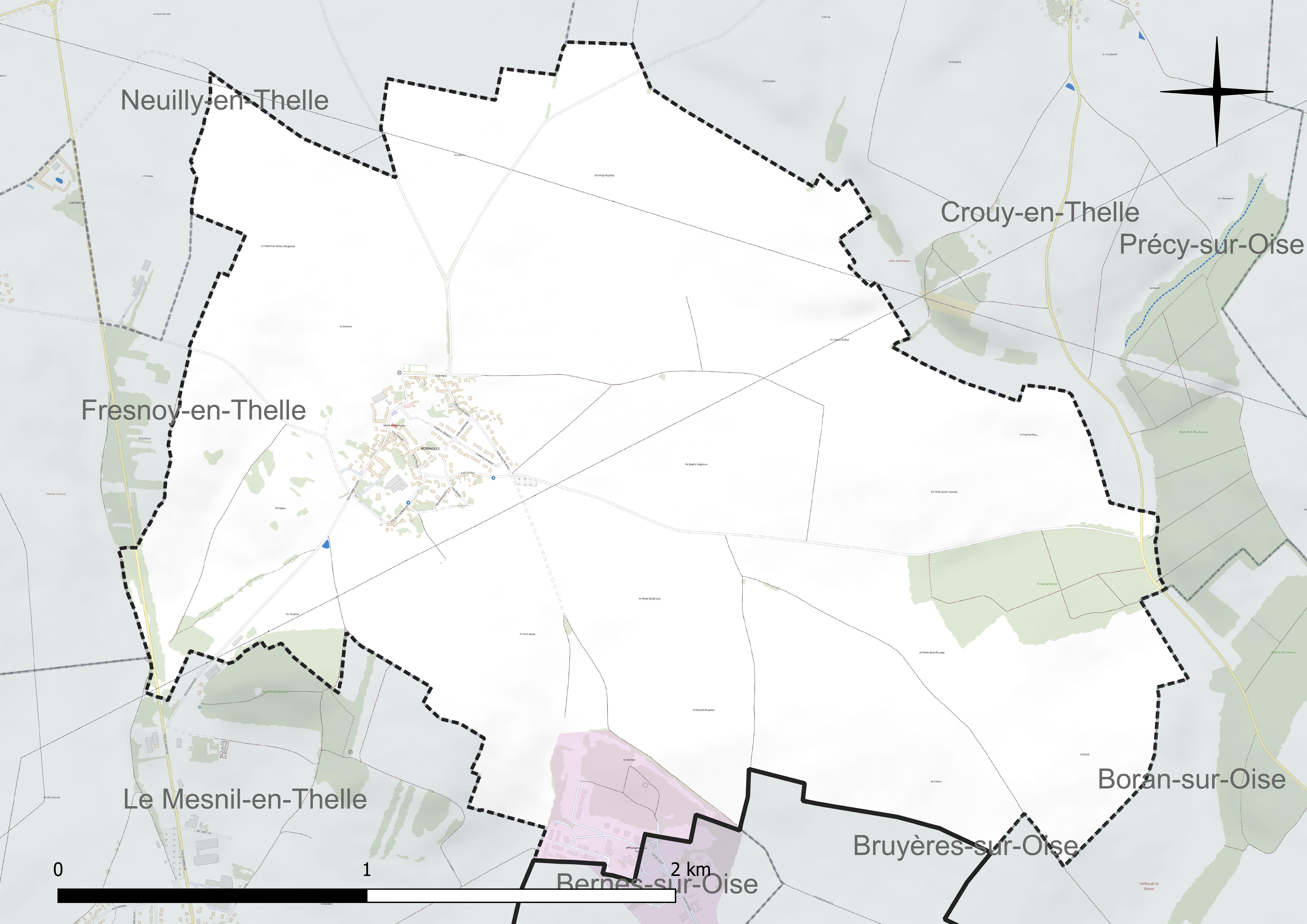
Réseau hydrographique de Morangles.

La commune est située dans le bassin Seine-Normandie. 
Elle n'est drainée par aucun cours d'eau,.

### Climat
Pour des articles plus généraux, voir Climat des Hauts-de-France et Climat de l'Oise.
En 2010, le climat de la commune est de type climat océanique dégradé des plaines du Centre et du Nord, selon une étude du CNRS s'appuyant sur une série de données couvrant la période 1971-2000. En 2020, Météo-France publie une typologie des climats de la France métropolitaine dans laquelle la commune est dans une zone de transition entre le climat océanique et le climat océanique altéré et est dans la région climatique  Sud-ouest du bassin Parisien, caractérisée par une faible pluviométrie, notamment au printemps (120 à 150 mm) et un hiver froid (3,5 °C). 
Pour la période 1971-2000, la température annuelle moyenne est de 10,7 °C, avec une amplitude thermique annuelle de 14,7 °C. Le cumul annuel moyen de précipitations est de 679 mm, avec 11,1 jours de précipitations en janvier et 7,8 jours en juillet. Pour la période 1991-2020, la température moyenne annuelle observée sur la station météorologique la plus proche, située sur la commune de Creil à 15 km à vol d'oiseau, est de 11,2 °C et le cumul annuel moyen de précipitations est de 662,2 mm,. Pour l'avenir, les paramètres climatiques de la commune estimés pour 2050 selon différents scénarios d'émission de gaz à effet de serre sont consultables sur un site dédié publié par Météo-France en novembre 2022.

## Urbanisme

### Typologie
Au 1er janvier 2024, Morangles est catégorisée commune rurale à habitat dispersé, selon la nouvelle grille communale de densité à sept niveaux définie par l'Insee en 2022.
Elle est située hors unité urbaine. Par ailleurs la commune fait partie de l'aire d'attraction de Paris, dont elle est une commune de la couronne,. 

### Occupation des sols

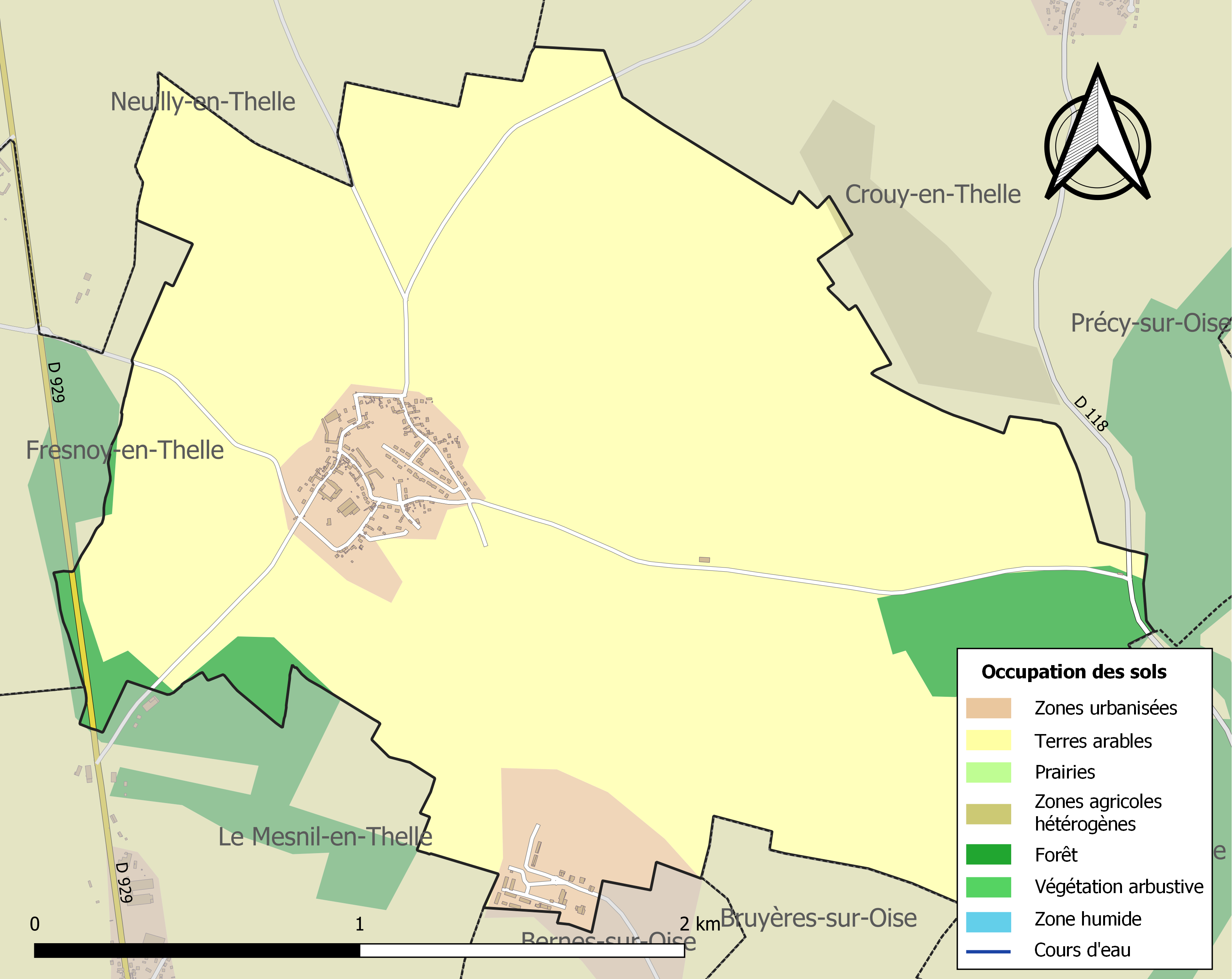
Carte des infrastructures et de l'occupation des sols de la commune en 2018 (CLC).

L'occupation des sols de la commune, telle qu'elle ressort de la base de données européenne d'occupation biophysique des sols Corine Land Cover (CLC), est marquée par l'importance des territoires agricoles (86,6 % en 2018), en diminution par rapport à 1990 (90,9 %). 
La répartition détaillée en 2018 est la suivante : terres arables (86,5 %), forêts (6 %), zones urbanisées (4,3 %), zones industrielles ou commerciales et réseaux de communication (3,1 %), zones agricoles hétérogènes (0,1 %). 
L'évolution de l'occupation des sols de la commune et de ses infrastructures peut être observée sur les différentes représentations cartographiques du territoire : la carte de Cassini (XVIIIe siècle), la carte d'état-major (1820-1866) et les cartes ou photos aériennes de l'IGN pour la période actuelle (1950 à aujourd'hui).

### Habitat et logement
En 2021, le nombre total de logements dans la commune était de 175, alors qu'il était de 153 en 2016 et de 155 en 2011. 
Parmi ces logements, 91,7 % étaient des résidences principales, 3,2 % des résidences secondaires et 5,1 % des logements vacants. Ces logements étaient pour 88,9 % d'entre eux des maisons individuelles et pour 11,1 % des appartements. 
Le tableau ci-dessous présente la typologie des logements à Morangles en 2021 en comparaison avec celle de l'Oise et de la France entière. Une caractéristique marquante du parc de logements est ainsi une proportion de résidences secondaires et logements occasionnels (3,2 %) supérieure à celle du département (2,4 %) mais inférieure à celle de la France entière (9,7 %). 
| Typologie                                               | Morangles | Oise | France entière |
| ------------------------------------------------------- | --------- | ---- | -------------- |
| Résidences principales (en %)                           | 91,7      | 90,5 | 82,2           |
| Résidences secondaires et logements occasionnels (en %) | 3,2       | 2,4  | 9,7            |
| Logements vacants (en %)                                | 5,1       | 7    | 8,1            |

### Voies de communication et transports
La commune est desservie, en 2023, par les lignes 6131, 6132, 6201 et 6234 du réseau interurbain de l'Oise.

## Toponymie
La commune s'est appelée : Augulus vers 750, Angulus-Hildradanae en 860, Morangulo vers 1145, Moranglia en 1180 et Plessis-Belval sous la Révolution.
D'abord du latin angulus « angle, (domaine) en angle ».

## Histoire

### Antiquité
Morangle a été le lieu d'une grande exploitation gallo-romaine dont on peut voir les traces sur son sol.

### Moyen Âge
Au Moyen Âge, le village appartient à l'abbaye de Saint-Denis, et cette possession est confirmée par Pépin le Bref, vers 750, avant de passer au comté de Beaumont.
Dès le XIIe siècle, la seigneurie appartient à la branche de l'ancienne famille de Belloy qui portait le surnom de Morangle.

### Temps modernes
L'église est reconstruite vers 1613 par la maison de Belloy.
La terre est érigée en marquisat, en 1666, en faveur de Louis de Belloy, baron de Survilliers.
En 1743, René Charles de Maupeou, premier président du Parlement de Paris, déjà propriétaire des terres voisines de Bruyères-sur-Oise et Noisy-sur-Oise, et, probablement désireux de se constituer un grand domaine dans cette région, achète cette terre de Claude-François-Marie de Belloy, avant d'acheter également des terres notamment sur les paroisses de Beaumont-sur-Oise et d'Asnières-sur-Oise. On reconnaissait ses champs dans tout le pays « à ce qu'à chaque bout il y avait des arbres ». Son fils, René Nicolas, chancelier de France, hérite de ces biens en 1775,.

### Époque contemporaine
En 1900, la commune comptait trois cafés-épicerie et une industrie de traitement des métaux.
Le 16 juin 2004, un petit avion de voltige s'écrase en piqué dans un champ à Morangles, à une vitesse estimée à 300 km/h, tuant sur le coup le pilote instructeur et son élève.

## Politique et administration

### Rattachements administratifs et électoraux

#### Rattachements administratifs
La commune se trouve dans l'arrondissement de Senlis du département de l'Oise.  
Elle faisait partie depuis 1801 du canton de Neuilly-en-Thelle. Dans le cadre du redécoupage cantonal de 2014 en France, cette circonscription administrative territoriale a disparu, et le canton n'est plus qu'une circonscription électorale.

#### Rattachements électoraux
Pour les élections départementales, la commune fait partie depuis 2014 du  canton de Chantilly.
Pour l'élection des députés, elle fait partie de la troisième circonscription de l'Oise.

### Intercommunalité
La commune faisait partie de la communauté de communes du pays de Thelle, créée en 1996.
Dans le cadre des dispositions de la loi portant nouvelle organisation territoriale de la République (Loi NOTRe) du 7 août 2015, qui prévoit que les établissements publics de coopération intercommunale (EPCI) à fiscalité propre doivent avoir un minimum de 15 000 habitants, le préfet de l'Oise a publié en octobre 2015 un projet de nouveau schéma départemental de coopération intercommunale, qui prévoit la fusion de plusieurs intercommunalités, et en particulier  de la communauté de communes du Pays de Thelle et de la communauté de communes la Ruraloise, formant ainsi une intercommunalité de 42 communes et de 59 626 habitants,.
La nouvelle intercommunalité, dont est membre la commune et dénommée communauté de communes Thelloise, est créée par un arrêté préfectoral du 30 novembre 2016 qui a pris effet le 1er janvier 2017.

### Liste des maires
| Période                                  | Période                       | Identité         | Étiquette | Qualité                                       |
| ---------------------------------------- | ----------------------------- | ---------------- | --------- | --------------------------------------------- |
| Les données manquantes sont à compléter. |                               |                  |           |                                               |
|                                          |                               |                  |           |                                               |
| 1965                                     | 1983                          | Lucien Mercier   |           | Agriculteur                                   |
|                                          |                               |                  |           |                                               |
| mars 2001                                | mars 2008                     | Didier Lemoine   |           |                                               |
| mars 2008                                | En cours (au 31 octobre 2024) | Marianne Lemoine |           | Agricultrice Réélue pour le mandat 2020-2026, |

## Équipements et services publics

### Eau et déchets
Les eaux usées du village sont traitées depuis 2011 par la station d'épuration intercommunale du Syndicat intercommunal d'assainissement du Plateau du Thelle, située au Mesnil-en-Thelle. Le syndicat regroupe Neuilly-en-Thelle, Ercuis, Crouy-en-Thelle, Morangles, Fresnoy-en-Thelle et Mesnil-en-Thelle et a délégué la gestion de l'installation à Suez Eau France (anciennement Lyonnaise des eaux).

### Enseignement
Le village compte en 2016 une école de deux classes, un accueil périscolaire avec centre de loisirs (en partenariat avec Fresnoy).

## Population et société

### Démographie

#### Évolution démographique
L'évolution du nombre d'habitants est connue à travers les recensements de la population effectués dans la commune depuis 1793. Pour les communes de moins de 10 000 habitants, une enquête de recensement portant sur toute la population est réalisée tous les cinq ans, les populations de référence des années intermédiaires étant quant à elles estimées par interpolation ou extrapolation. Pour la commune, le premier recensement exhaustif entrant dans le cadre du nouveau dispositif a été réalisé en 2008.

En 2022, la commune comptait 408 habitants, en évolution de +0,49 % par rapport à 2016 (Oise : +0,87 %, France hors Mayotte : +2,11 %).
| 1793 | 1800 | 1806 | 1821 | 1831 | 1836 | 1841 | 1846 | 1851 |
| ---- | ---- | ---- | ---- | ---- | ---- | ---- | ---- | ---- |
| 285  | 310  | 319  | 307  | 296  | 311  | 284  | 296  | 293  |

| 1856 | 1861 | 1866 | 1872 | 1876 | 1881 | 1886 | 1891 | 1896 |
| ---- | ---- | ---- | ---- | ---- | ---- | ---- | ---- | ---- |
| 279  | 286  | 264  | 246  | 260  | 245  | 219  | 219  | 209  |

| 1901 | 1906 | 1911 | 1921 | 1926 | 1931 | 1936 | 1946 | 1954 |
| ---- | ---- | ---- | ---- | ---- | ---- | ---- | ---- | ---- |
| 214  | 220  | 232  | 231  | 219  | 232  | 208  | 203  | 232  |

| 1962 | 1968 | 1975 | 1982 | 1990 | 1999 | 2006 | 2008 | 2013 |
| ---- | ---- | ---- | ---- | ---- | ---- | ---- | ---- | ---- |
| 204  | 196  | 222  | 224  | 243  | 294  | 331  | 342  | 410  |

| 2018 | 2022 | - | - | - | - | - | - | - |
| ---- | ---- | - | - | - | - | - | - | - |
| 378  | 408  | - | - | - | - | - | - | - |

#### Pyramide des âges
La population de la commune est relativement jeune.
En 2018, le taux de personnes d'un âge inférieur à 30 ans s'élève à 36,8 %, soit en dessous de la moyenne départementale (37,3 %). À l'inverse, le taux de personnes d'âge supérieur à 60 ans est de 17,2 % la même année, alors qu'il est de 22,8 % au niveau départemental.
En 2018, la commune comptait 189 hommes pour 189 femmes, soit un taux de 50 % de femmes, légèrement inférieur au taux départemental (51,11 %).
Les pyramides des âges de la commune et du département s'établissent comme suit.
| Hommes | Classe d’âge | Femmes |
| ------ | ------------ | ------ |
| 0,0    | 90 ou +      | 0,0    |
| 2,6    | 75-89 ans    | 2,1    |
| 14,3   | 60-74 ans    | 15,3   |
| 24,3   | 45-59 ans    | 23,3   |
| 22,8   | 30-44 ans    | 21,7   |
| 13,2   | 15-29 ans    | 13,8   |
| 22,8   | 0-14 ans     | 23,8   |

| Hommes | Classe d’âge | Femmes |
| ------ | ------------ | ------ |
| 0,5    | 90 ou +      | 1,4    |
| 5,5    | 75-89 ans    | 7,6    |
| 15,6   | 60-74 ans    | 16,3   |
| 20,8   | 45-59 ans    | 20     |
| 19,4   | 30-44 ans    | 19,4   |
| 17,6   | 15-29 ans    | 16,2   |
| 20,6   | 0-14 ans     | 19,1   |

## Économie
Deux artisans exercent au village en 2016 : un électricien et un peintre en bâtiments.

## Culture locale et patrimoine

### Lieux et monuments

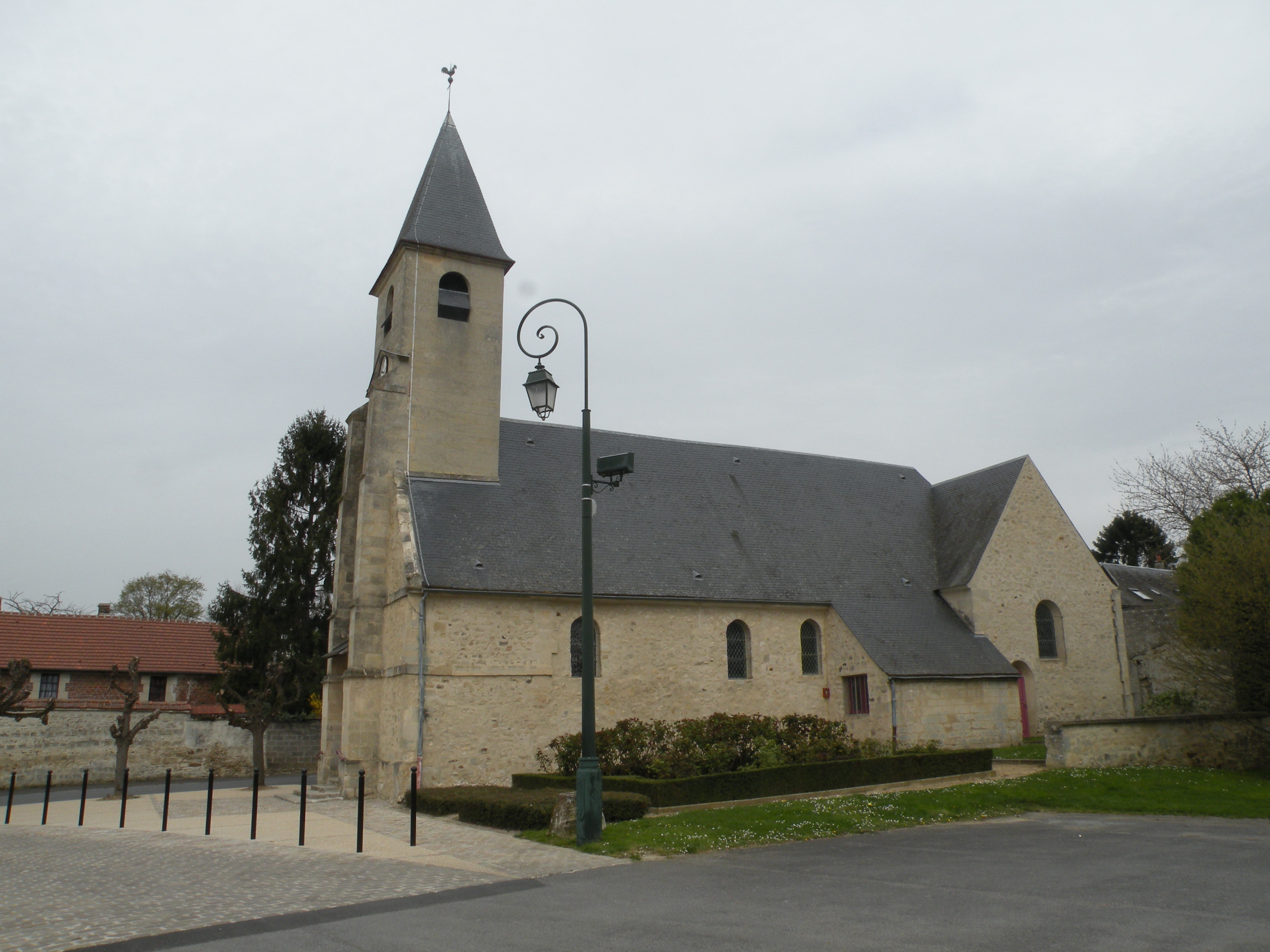
L'église Sainte-Madeleine.

- L'église Sainte-Madeleine, reconstruite en 1613 par la maison de Belloy, rénovée au XIXe siècle[12].
- Puits ancien restauré, au centre du village[12].

### Personnalités liées à la commune
- Le cardinal Jean-Baptiste de Belloy (1709-1808),  évêque de Marseille en 1756, archevêque de Paris en 1801 après le Concordat dont il a favorisé la conclusion, y est né.
- René Nicolas de Maupeou (1714-1792), magistrat et homme d'État français, chancelier de France de 1768 à 1790, garde des sceaux de 1768 à 1774, connu pour sa réforme de la justice et des parlements en 1771, seigneur du marquisat de Morangles.

## Pour approfondir